# Liste des châteaux d'East Dunbartonshire
Cette liste recense les principaux châteaux du council area d'East Dunbartonshire en Écosse.

## Liste
| Nom                 | Type             | Date        | Condition | Propriétaire         | Localisation                           | Notes | Image |
| ------------------- | ---------------- | ----------- | --------- | -------------------- | -------------------------------------- | --- | ----- |
| Château de Bardowie | Maison-tour      | XVIe siècle | Restauré  | Privé                | Bardowie, 55° 56′ 12″ N, 4° 16′ 27″ O  | Classé en catégorie A.                                                                                                  |       |
| Château de Craigend | Maison fortifiée | 1812        | En ruines | Mugdock Country Park | Milngavie, 55° 58′ 18″ N, 4° 19′ 56″ O | Classé en catégorie C. Bâti sur l'emplacement d'un ancien château.                                                      |       |
| Château de Lennox   |                  | 1837-1841   | En ruines | Privé                | Milngavie, 55° 58′ 39″ N, 4° 14′ 09″ O | Classé en catégorie A. Converti en hôpital en 1927, le château connaît un grave incendie en 2008 le laissant en ruines. |       |